# بريستول سينتاورس
كان محرك سينتاورس التطوير النهائي لسلسلة محركات طائرات بريستول الشعاعية ذات الصمامات الكُمية.

تكون المحرك من 18 أسطوانة موضوعة في صفين، وبلغت قدرته الناتجة النهائية 3000 حصان (2200 كيلو وات).
دخل المحرك إلى الخدمة في نهاية الحرب العالمية الثانية، وكان أحد أقوى محركات الطائرات المكبسية أنذاك. 
تُشغل طائرة هوكر سي فوري حالياً في طيران الأسطول الملكي التذكاري باستخدام محرك بريستول سينتاورس.

## التصميم والتطوير

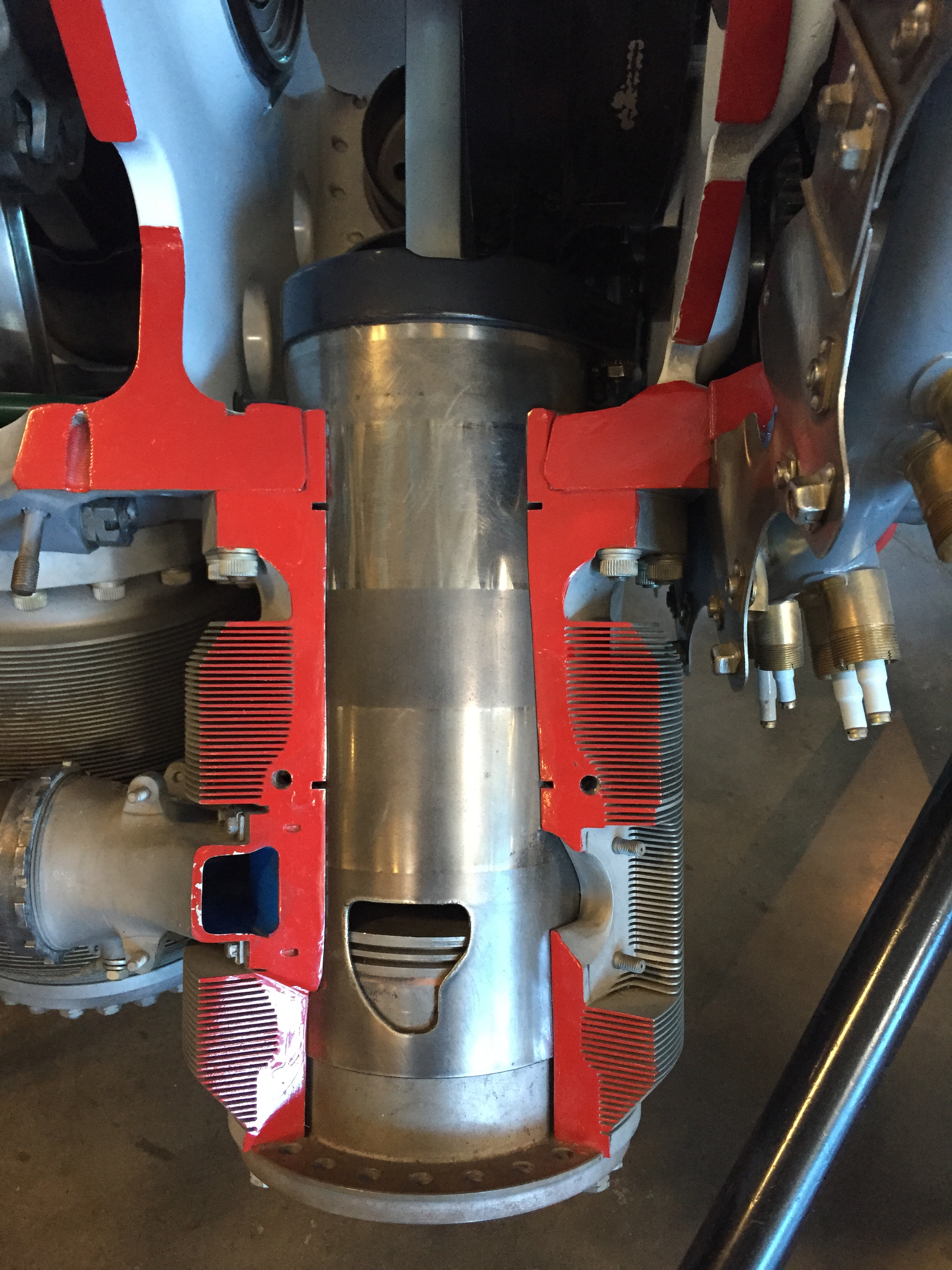
صمام كُمي من محرك بريستول سينتاورس الطرز 175.

صُنع محرك سينتاورس اعتماداً على الأجزاء الميكانيكية من طراز بريستول السابق كعادة معظم تصاميم محركات بريستول، وفي هذه الحالة استخدم المحرك مكبس قديم قطره 146 مم من محرك بريستول جوبيتر طراز 1918.
كان مكبس محرك جوبيتر مازال يُستخدم في المحرك المعاصر بريستول هيركليز ذو الأسطوانات الأربعة عشر، وأُنتج هذا المحرك أثناء تصميم محرك سينتاورس. 
بلغت سعة محرك سينتاورس 53.6 لتر، مقترباً بذلك من سعة المحرك الشعاعي الأمريكي الكبير رايت آر 3350 دوبلكس سيكلون، ليصبح محرك سينتاورس أحد أكبر محركات الطائرات المكبسية التي يتم إنتاجها، بينما كانت سعة محرك بريستول هيركليز 38.7 لتر.

تمت زيادة سعة سينتاورس بنسبة 40% عن هيركليز من خلال زيادة  الشوط إلى 180 مم بدلاً من 170 مم، وزيادة عدد الأسطوانات ليحتوي كل صف على 9 أسطوانات بدلاً من 7، كما تمت زيادة قطر المحرك بمقدار 6%.
زُودت رؤوس الأسطوانات بزعانف للتبريد، وكانت أشبه بقبعة مقلوبة ذات تجويف وكان من الصعب دخول الهواء لهذا التجويف لتبريد رأس الأسطوانة بدرجة كافية.

تواصل المهندسون خلال مرحلة التطوير مع شركة الصناعات المعدنية الامبراطورية في برمنغهام للاستفسار حول ما إذا كانت سبيكة النحاس والكروم ذات التوصيلية  الحرارية المرتفعة قادرة على مقاومة درجات الحرارة المرتفعة بدرجة كافية للاستخدام في هذا الغرض. نجحت الاختبارات مع نفس سعة الأسطوانات، ونتج عن هذه التعديلات زيادة القدرة الحصانية لكل أسطوانة من 110 حصان إلى 220 حصان.
قامت بريستول بإجراء اختبار النوع لمحرك سينتاورس في عام 1938، لكن لم يبدأ إنتاجه حتى عام 1942 نظراً للحاجة إلى إنتاج محرك هيركليز وتحسينه وتحسين خط إنتاجه بالكامل.
لم تكن هناك أي حاجة فعلية لمحرك أكبر في هذه الفترة من الحرب، حيث كانت معظم تصاميم الطائرات العسكرية تستخدم محركات تقترب قدرتها من 1000 حصان. تلائم محرك هيركليز البالغة قدرته 1500 حصان بشكل أفضل مع هياكل الطائرات الموجودة حينها.

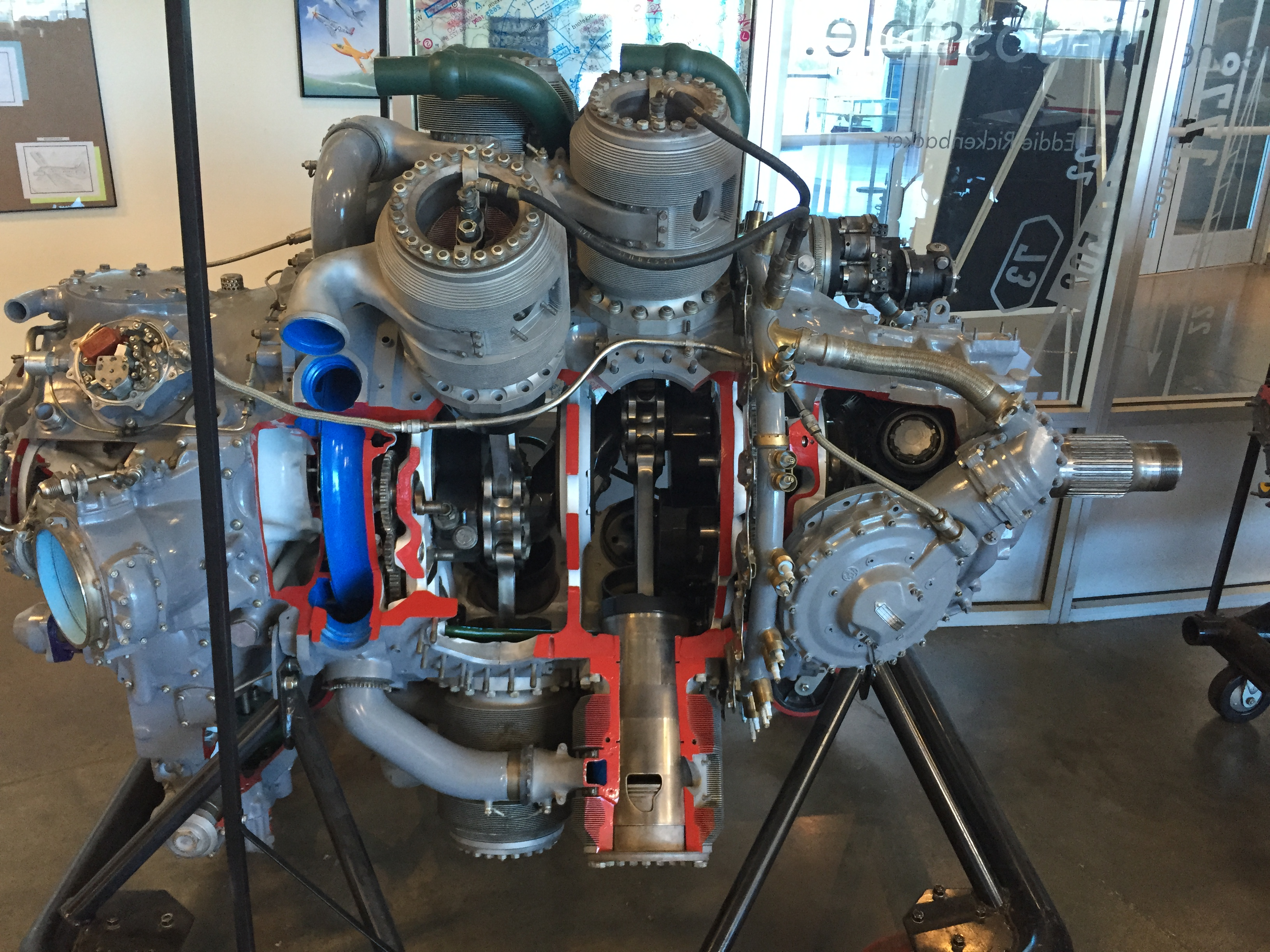
مقطع عرضي لمحرك بريستول سينتاورس الطراز 175.

لم يدخل محرك سينتاورس إلى الخدمة حتى وقت قريب من نهاية الحرب العالمية الثانية، وظهر لأول مرة في طائرة فيكرز وارويك.
استُخدم المحرك بعد الحرب في كل من طائرة بريستول بريغاند وبريستول بكماستر وهوكر تيمبست وهوكر سي فوري، وبلاكبيرن فايربراند وبلاكبيرن بيفيرلي.
استُخدم المحرك أيضاً في خطوط الطيران المدنية بعد الحرب بما في ذلك طائرة بريستول برابازون.  أنتجت بريستول حوالي 2500 نموذج من محرك سينتاورس بحلول نهاية الحرب في أوربا.
صُنع أقوى طراز لمحرك سينتاورس للاستخدام في طائرة النقل بلاكبيرن بيفيرلي. بلغت قدرة المحرك 3220 حصان بعدما استخدم الحقن المباشر للوقود، لكن لم يُركب المحرك أبداً في الطائرة.
صمم السير روي فيدين طراز من محرك سينتاورس ذو سعة أكبر، وأُنتجت أسطوانات هذا المحرك لكن لم يُصنع أبداً. عُرف المحرك باسم بريستول أوريون (استُخدم هذا الاسم سابقاً لأحد طرازات محرك جوبيتر، ثم استُخدم لاحقاً لمحرك توربيني مروحي) وتضمن هذا التطوير استخدام صفين من الأسطوانات بمجمل 18 أسطوانة ذات صمامات كُمية، كما زادت السعة إلى 67.9 لتر لتقترب من سعة المحرك الأمريكيالشعاعي الكبير برات آند ويتني أر 4360 واسب ماجور، الذي تكون من 28 أسطوانة موضوعة في 4 صفوف، وكان أكبر محرك طائرة شعاعي من حيث السعة يُنتج بكميات. 

## الأنواع
أُنتج من محرك سينتاورس 34 نوع تتراوح قدرتهم من سينتاورس 1 البالغة قدرته 2000 حصان (1490 كيلو وات) إلى سينتاورس 663 البالغة قدرته 2405 حصان (1793 كيلو وات) والذي استُخدم في طائرة الرحلات ايرسبيد امباسدور.

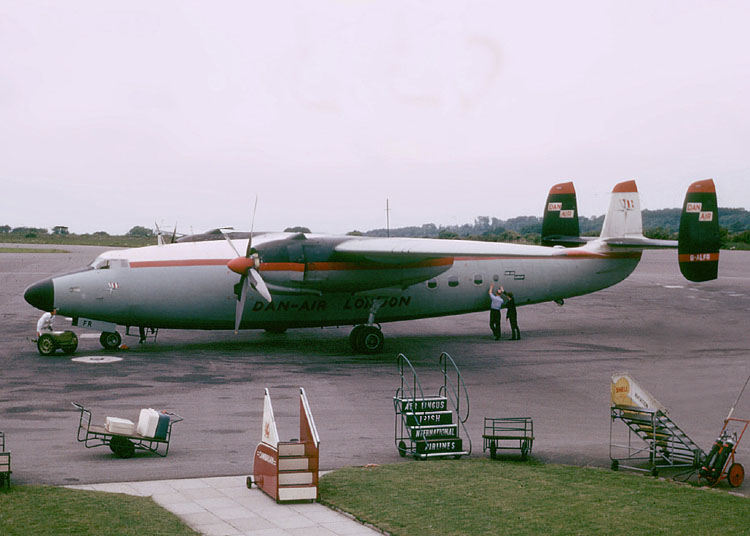
طائرة ايرسبيد امباسدور في مطار بريستول في عام 1965.

كانت الطرازات سينتاورس 170 و173 و660 و661 و662 البالغة قدرتهم 2625 حصان (1957 كيلو وات) أقوى الطرازات التي دخلت الخدمة.

## التطبيقات

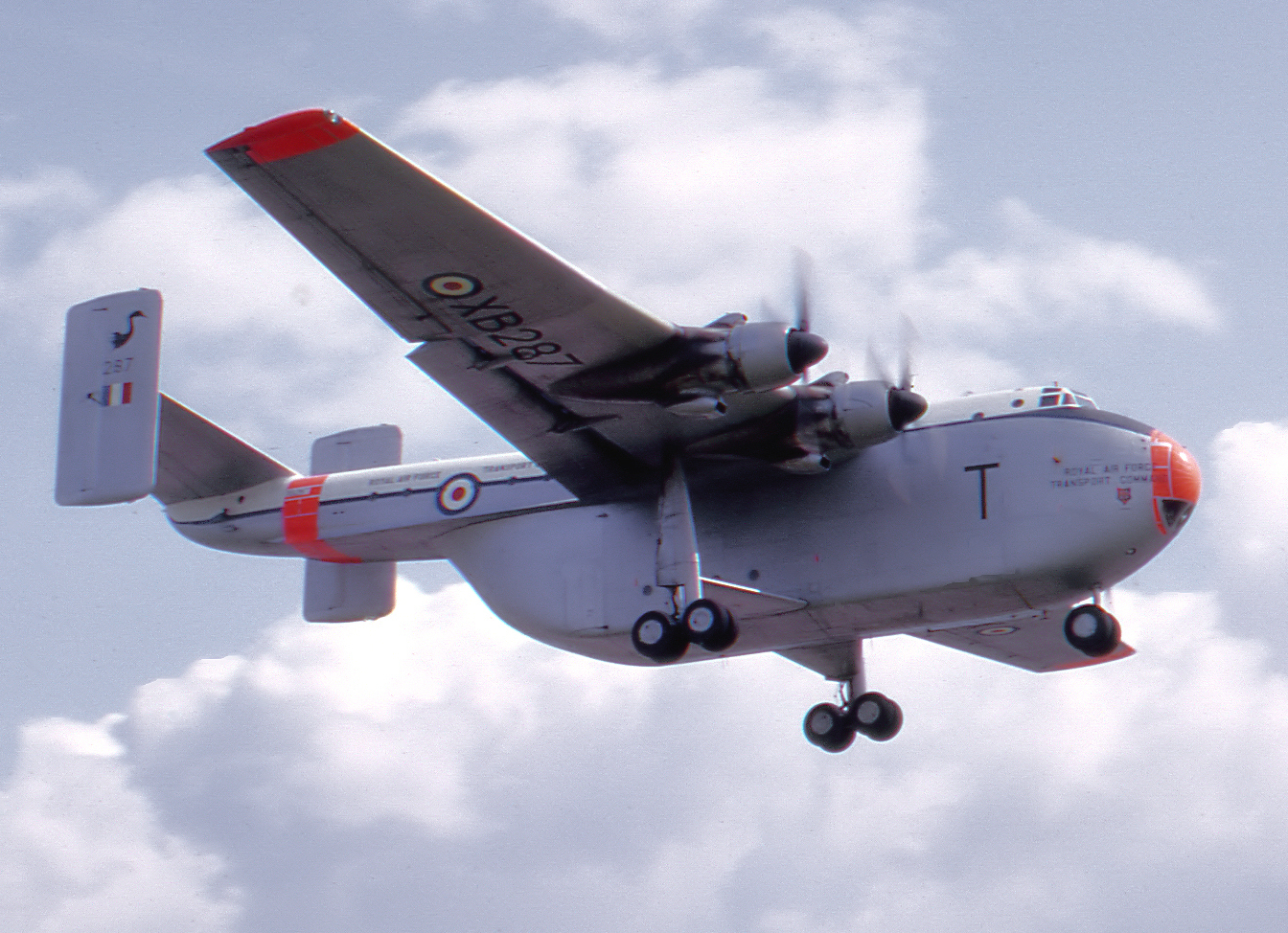
طائرة بلاكبيرن بيفرلي عام 1964.

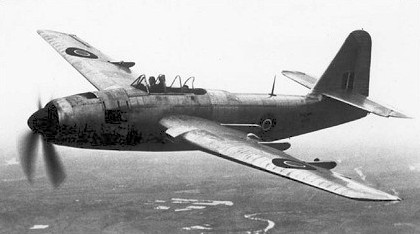
طائرة فيري سبيرفيش.

- ايرسبيد امباسدور
- بلاكبيرن بيفيرلي
- بلاكبيرن فايربراند
- بلاكبيرن فايركريست
- بريدا زاباتا بي زد 308
- بريستول برابازون
- بريستول بريقاند
- بريستول بكنغهام
- بريتسول بكماستر
- فيري سبيرفيش
- فولاند فو 108
- هوكر فيوري
- هوكر سي فوري
- هوكر تمبست
- هوكر تورنادو
- شورت شيتلاند
- شورت سولنت
- فيكرز وارويك

## الطائرات المتبقية
تُشغل طائرة هوكر سي فيوري حالياً في طيران الأسطول الملكي التذكاري باستخدام محرك بريستول سينتاورس.

## المحركات المعروضة
تُعرض محركات بريستول سينتاورس محفوظة للعامة في المتاحف التالية:
- متحف كاليفورنيا للطيران الفضائي
- متحف أسطول الذراع الجوي
- متحف الحرب الامبراطوري دكسفورد
- متحف لندن للعلوم
- متحف ميدلاند الجوي
- مجموعة شاتلورث في أولد وأردن

## المواصفات (سينتاورس السابع)

### مواصفات عامة
- النوع: محرك طائرة شعاعي مكون من 18 أسطوانات موضوعة في صفين، ويُبرد بالهواء.
- قطر الأسطوانة: 146 مم.
- الشوط: 177 مم.
- سعة المحرك: 53.6 لتر.
- قطر المحرك: 1405 مم.
- الوزن الصافي: 1223 كغم.

### المكونات
- سلسة صمامات: يستخدم صمام كُمي يحتوي على 4 فتحات.
- شاحن توربيني فائق: شاحن توربيني فائق طارد مركزي مكون من مرحلة واحدة..
- نظام الوقود: حقن الوقود.
- نوع الوقود: بنزين ذو رقم أوكتان130/100
- نظام التزييت: التزييت بالضغط المباشر.
- نظام التبريد: تبريد بالهواء.

### الأداء
- القدرة الناتجة: 2520 حصان (1880 كيلو وات) عند 2700 دورة/دقيقة.
- كثافة القدرة: 0.77 حصان/بوصة مكعبة (35.1 كيلو وات/لتر).
- نسبة الانضغاط: 1:7.2
- نسبة القدرة إلى الوزن: 0.94 حصان/باوند (1.54 كيلو وات/كغم).

## مزيد من القراءة
- Bridgman, L, (ed.) (1998) Jane's Fighting Aircraft of World War II. Crescent. ISBN 0-517-67964-7
- Gunston, Bill. Development of Piston Aero Engines. Cambridge, England. Patrick Stephens Limited, 2006. ISBN 0-7509-4478-1
- Gunston, Bill. World Encyclopedia of Aero Engines. Cambridge, England. Patrick Stephens Limited, 1989. ISBN 1-85260-163-9
- Lumsden, Alec. British Piston Engines and their Aircraft. Marlborough, Wiltshire: Airlife Publishing, 2003. ISBN 1-85310-294-6

## روابط خارجية
- إعلان عن محرك بريستول سينتاورس.